# Coupe du Liechtenstein de football 1982-1983
Navigation
Édition précédente Édition suivante
La coupe du Liechtenstein 1982-1983 de football est la 38e édition de la Coupe nationale de football, la seule compétition nationale du pays en l'absence de championnat.
La finale est disputée à Schaan, le 12 mai 1983, entre le FC Balzers et l'USV Eschen/Mauren. 
Le FC Balzers remporte le trophée en battant l'USV Eschen/Mauren. Il s'agit du 6e titre de l'histoire du club dans la compétition, le troisième consécutif.

## 1ertour
Le FC Balzers est exempté de ce tour.
| Équipe 1       | Résultat | Équipe 2          |
| -------------- | -------- | ----------------- |
| FC Triesen     | 0 - 3    | USV Eschen/Mauren |
| FC Ruggell     | 0 - 6    | FC Vaduz          |
| FC Triesenberg | 1 - 3    | FC Schaan         |

## Demi-finales
| Équipe 1          | Résultat        | Équipe 2  |
| ----------------- | --------------- | --------- |
| FC Balzers        | 2 - 1           | FC Schaan |
| USV Eschen/Mauren | 2 - 2 6 - 5 tab | FC Vaduz  |

## Finale
| 12 mai 1983 | FC Balzers | 1 - 1 5 - 3 tab | USV Eschen/Mauren | Schaan |  |
|             |            |                 |                   |        |  |